# Danilo Wyss
Danilo Wyss (Orbe, 26 augustus 1985) is een Zwitsers voormalig wielrenner. Hij is geen familie van wielrenner Marcel Wyss.

## Belangrijkste overwinningen
2009
1e etappe Tour de Beauce
2012
1e etappe Ronde van Trentino (ploegentijdrit)
2015
 Zwitsers kampioen op de weg, Elite
9e etappe Ronde van Frankrijk (ploegentijdrit)

## Resultaten in voornaamste wedstrijden
| Jaar | Ronde van Italië | Ronde van Frankrijk | Ronde van Spanje |
| ---- | ---------------- | ------------------- | ---------------- |
| 2009 |                  |                     |                  |
| 2010 | 97e              |                     |                  |
| 2011 | 126e             |                     |                  |
| 2012 | 82e              |                     |                  |
| 2013 | 84e              |                     |                  |
| 2014 | 84e              |                     | 36e              |
| 2015 |                  | 63e                 |                  |
| 2016 |                  |                     | 44e              |
| 2017 |                  | 81e                 |                  |
| 2018 |                  |                     |                  |
| 2019 | 83e              |                     |                  |
| 2020 | 84e              |                     |                  |

| Jaar | Milaan-San Remo | Gent-Wevelgem | Ronde van Vlaanderen | Parijs-Roubaix | Luik-Bast.‑Luik | Ronde van Lombardije |  | WK op de weg |  | Wereldranglijsten |
| ---- | --------------- | ------------- | -------------------- | -------------- | --------------- | -------------------- |  | ------------ |  | ----------------- |
| 2009 |                 |               |                      | opgave         |                 |                      |  |              |  |                   |
| 2010 | 146e            | opgave        | opgave               | buit.tijd      | opgave          |                      |  | opgave       |  | 268e (UWK)        |
| 2011 | 65e             | 61e           | 60e                  |                |                 |                      |  |              |  |                   |
| 2012 |                 |               |                      | opgave         |                 |                      |  |              |  |                   |
| 2013 |                 |               |                      | opgave         |                 |                      |  | 53e          |  | 181e (UWT)        |
| 2014 | opgave          |               |                      | 76e            |                 |                      |  | 69e          |  |                   |
| 2015 | 74e             |               |                      |                |                 |                      |  |              |  |                   |
| 2016 | 71e             |               |                      |                |                 |                      |  |              |  | 161e (UWT)        |
| 2017 |                 |               |                      |                |                 |                      |  |              |  | 268e (UWT)        |
| 2018 |                 |               |                      |                |                 |                      |  |              |  |                   |
| 2019 |                 |               |                      |                |                 | 91e                  |  | opgave       |  |                   |
| 2020 |                 |               |                      |                |                 | opgave               |  |              |  |                   |

## Ploegen
- 2007 –  Atlas-Romer's Hausbäckerei
- 2007 –  Saunier Duval-Prodir (stagiair vanaf 1-8)
- 2008 –  BMC Racing Team
- 2009 –  BMC Racing Team
- 2010 –  BMC Racing Team
- 2011 –  BMC Racing Team
- 2012 –  BMC Racing Team
- 2013 –  BMC Racing Team
- 2014 –  BMC Racing Team
- 2015 –  BMC Racing Team
- 2016 –  BMC Racing Team
- 2017 –  BMC Racing Team
- 2018 –  BMC Racing Team
- 2019 –  Team Dimension Data
- 2020 –  NTT Pro Cycling